# Universidade Técnica de Poznan
A Universidade Técnica de Poznań (em polaco: Politechnika Poznanska) é uma universidade localizada em Poznań, na Polónia. É conhecida como uma das melhores universidades técnicas na Polónia.
Em 1995, a Universidade Técnica de Poznan tornou-se a primeira universidade da Polónia a tornar-se-se um membro da Conferência das Escolas Europeias para a Educação da Engenheria Avançada e Investigação (Conference of European Schools for Advanced Engineering Education and Research – CESAER) – uma organização juntanda as melhores universidadas técnicas da Europa

## Faculdades
As faculdades da Universidade Técnica de Poznan são:
- A Faculdade da Arquitetura
- A Faculdade da Tecnologia Química
- A Faculdade da Engenharia Civil e Engenharia do Ambiente
- A Faculdade das Ciências da Computação e Tecnologia da Informação
- A Faculdade da Engenharia elétrica
- A Faculdade da Eletrónica e Telecomunicações
- A Faculdade da Engenharia Industrial
- A Faculdade das Maquinas e Transporte
- A Faculdade da Engenharia Mecânica e Gestão
- A Faculdade da Física Técnica

## Cooperação com Microsoft Corporation
Muitos graduados dessa universidade trabalha na empresa Microsoft Corporation em Redmond, estado de Washington, nos Estados Unidos.